# Alana Parnaby
Alana Parnaby (15 september 1994) is een tennisspeelster uit Australië. Parnaby begon met tennis toen zij elf jaar oud was. Haar favoriete ondergrond is zand. Zij speelt zowel rechts- als linkshandig. Zij is actief in het internationale tennis sinds 2014.

## Loopbaan
In juli 2016 won Parnaby met Nagi Hanatani haar eerste ITF-toernooi in Hongkong.
Op het WTA-toernooi van Sydney 2022 maakte zij haar WTA-debuut, aan de zijde van landgenote Gabriella Da Silva-Fick.
Op het Australian Open in 2023 nam zij op basis van een wildcard deel aan het gemengd dubbelspel, samen met landgenoot Andrew Harris.

## Posities op deWTA-ranglijst
Positie per einde seizoen:
| jaar | rang enkelspel | rang dubbelspel |
| ---- | -------------- | --------------- |
| 2015 | 1265           | 1203            |
| 2016 | 985            | 649             |
| 2017 | –              | 767             |
| 2018 | 956            | 557             |
| 2019 | 716            | 494             |
| 2020 | 643            | 433             |
| 2021 | 763            | 434             |
| 2022 | 522            | 222             |

## Resultaten grandslamtoernooien
| Legenda | Legenda                          |
| ------- | -------------------------------- |
| g.t.    | geen toernooi gehouden           |
| l.c.    | lagere categorie                 |
| –       | niet deelgenomen                 |
| G       | uitgeschakeld in de groepsfase   |
| 1R      | uitgeschakeld in de eerste ronde |
| 2R      | uitgeschakeld in de tweede ronde |
| 3R      | uitgeschakeld in de derde ronde  |
| 4R      | uitgeschakeld in de vierde ronde |
| KF      | uitgeschakeld in de kwartfinale  |
| HF      | uitgeschakeld in de halve finale |
| F       | de finale verloren               |
| W       | het toernooi gewonnen            |
| w-v     | winst/verlies-balans             |

### Enkelspel
geen deelname

### Vrouwendubbelspel
geen deelname

### Gemengd dubbelspel
| toernooi        | 2023 |
| --------------- | ---- |
| Australian Open | 2R   |
| Roland Garros   |      |
| Wimbledon       |      |
| US Open         |      |